# オーステニア (小惑星)
オーステニア(1207 Ostenia)は、小惑星帯の小惑星である。1931年11月15日にカール・ラインムートがハイデルベルクのケーニッヒシュトゥール天文台で発見した。当初は1931 VTという仮符号が付けられた。ドイツの天文学者ハンス・オーステンの名前に因んで命名された。
2006年にコロラド州コロラドスプリングスのPalmer Divide Observatoryで行われた観測に基づく光度曲線により、9.073 ± 0.004時間の周期で、明るさが0.60 ± 0.02等級変化することが明らかとなった。